# Ólafur Ragnar Grímsson
En aquest nom islandès, el darrer nom és un patronímic, no pas un cognom. La manera de referir-se a aquesta persona és pel nom de pila.
Ólafur Ragnar Grímsson (nascut el 14 de maig de 1943 a Ísafjörður) ha estat el cinquè president de la república d'Islàndia. Elegit l'any 1996, fou reelegit en tots els comicis posteriors, fins que Guðni Thorlacius Jóhannesson, l'actual president, va guanyar les eleccions de 2016.
De 1962 a 1970 va estudiar economia i ciències polítiques a la Universitat de Manchester. Fou professor a la universitat d'Islàndia, a la facultat de ciències polítiques, va ser membre del Alþingi, ministre d'economia (1988 - 1991) i president del grup Aliança Popular (1987 - 1995).
Guanyà les eleccions presidencials del 2012, tot i que es trobava en posició difícil al començament de la campanya, amb el 52,5% dels vots mentre que la seva rival, la periodista Þóra Arnórsdóttir, només va obtenir el 33,2% dels sufragis